# Contigaspis abdita
Contigaspis abdita är en insektsart som först beskrevs av Abraham Munting 1968.  Contigaspis abdita ingår i släktet Contigaspis och familjen pansarsköldlöss. Inga underarter finns listade i Catalogue of Life.